# 裴之平
裴之平（5世紀—566年），字如原，河東郡聞喜縣（今山西省聞喜縣）人，南北朝南梁官員。
裴之平是曹魏冀州刺史裴徽的後裔，父親是南梁中散大夫裴髦，兄長金紫光祿大夫裴之高。他年少灑脫有志向，跟隨叔父裴邃征討，以軍功獲封都亭侯，歷任武陵王蕭紀的常侍、扶風、弘農二郡太守，但未赴任，改除譙州長史、陽平太守，拒守侯景，因軍功改封費縣侯，在承聖年間遷任散騎常侍、右衛將軍、太子詹事。南陳陳文帝初年，裴之平除授光祿大夫、慈訓宮衛尉，但他不就任，在山林築池，種植花草，住在那裡打算終老，至天康元年（566年）去世，諡僖子。

## 家族

### 曾祖
- 裴壽孫，劉宋前軍長史、庐江郡太守[1][2]

### 祖父
- 裴仲穆，刘宋骁骑将军

### 父亲
- 裴髦，南梁中散大夫[1][2]

### 兄弟姐妹
- 裴之高，南梁护军将军、特进、金紫光禄大夫、都城恭男
- 裴之悌，南梁使持节、平西将军、合州刺史
- 裴之横，南梁使持节、镇北将军、徐州刺史、豫宁忠壮侯

### 子女
- 裴忌，北周上開府、江夏郡公[2]

## 引用
1. 1 2 3 4  《梁書·卷二十八·列傳第二十二》：裴邃字淵明，河東聞喜人，魏襄州刺史綽之後也。祖壽孫，寓居壽陽，爲宋武帝前軍長史。父仲穆，驍騎將軍。……之高字如山，邃兄中散大夫髦之子也。……之高弟之平。之平字如原，之高第五弟。少亦隨邃征討，以軍功封都亭侯。歷武陵王常侍、扶風、弘農二郡太守，不行，除譙州長史、陽平太守。拒侯景，城陷後，遷散騎常侍、右衛將軍、太子詹事。
2. 1 2 3 4 5  《南史·卷五十八·列傳第四十八》：裴邃字深明，河東聞喜人，魏冀州刺史徽之後也。祖壽孫，寓居壽陽，為宋武帝前軍長史。父仲穆，驍騎將軍。……之高字如山，邃兄中散大夫髦之子也。……之高第五弟之平字如原，少倜儻有志略，以軍功封費縣侯。承聖中，累遷散騎常侍、太子詹事。陳文帝初，除光祿大夫、慈訓宮衛尉，並不就。乃築山穿池，植以卉木，居處其中，有終焉志。天康元年卒，諡曰僖子。子忌。